# Thomas Jordan (athlétisme)
Pour les articles homonymes, voir Jordan et Thomas Jordan (homonymie).
Thomas Jordan (né le 15 mars 1949 à Aix-la-Chapelle) est un athlète allemand spécialiste du 400 mètres. Affilié au Bayer 04 Leverkusen, il mesure 1,79 m pour 68 kg.

## Biographie

### Palmarès
| Date | Compétition           | Lieu     | Résultat | Épreuve   | Performance   |
| ---- | --------------------- | -------- | -------- | --------- | ------------- |
| 1971 | Championnats d'Europe | Helsinki | 1er      | 4 × 400 m | 3 min 02 s 90 |

### Records
| Épreuve    | Performance | Lieu | Date |
| ---------- | ----------- | ---- | ---- |
| 200 mètres | 20 s 9      |      |      |
| 400 mètres | 45 s 4      |      |      |